# 클라드노
클라드노(Kladno)는 체코 중앙보헤미아 주에 있는 도시이다. 프라하의 북서쪽 25km 지점에 위치해 있다. 주에서 가장 큰 도시이며 인접한 11만명의 교외 지역의 인구를 합하여 도시권을 형성하고 있다.

## 인구
| 연도           | 인구   | ±%     |
| -------------- | ------ | ------ |
| 1869           | 16,421 | —      |
| 1880           | 23,863 | +45.3% |
| 1890           | 32,079 | +34.4% |
| 1900           | 42,521 | +32.6% |
| 1910           | 49,668 | +16.8% |
| 1921           | 48,941 | −1.5%  |
| 1930           | 51,249 | +4.7%  |
| 1950           | 50,470 | −1.5%  |
| 1961           | 55,919 | +10.8% |
| 1970           | 63,076 | +12.8% |
| 1980           | 71,141 | +12.8% |
| 1991           | 71,753 | +0.9%  |
| 2001           | 71,132 | −0.9%  |
| 2011           | 68,103 | −4.3%  |
| 2021           | 67,756 | −0.5%  |
| 출처: Censuses |        |        |

## 출신 유명인
- 야로미르 야그르 - 아이스 하키 선수

## 자매 도시
클라드노는 다음 도시와 자매 결연을 맺은 상태이다.
- 프랑스, 비트리쉬르센
- 미국, 워싱턴주, 벨뷰 (Bellevue)
- 독일, 아헨